# Rust (jogo eletrônico)
Rust é um jogo eletrônico de ação-aventura e sobrevivência on-line desenvolvido e publicado pela Facepunch Studios. Lançado pela primeira vez em dezembro de 2013 como um título de acesso antecipado, o jogo obteve um lançamento completo em fevereiro de 2018, estando disponível incialmente para Windows, Linux e OSX. Versões para os consoles PlayStation 4 e Xbox One foram lançadas em maio de 2021.
Rust foi criado inicialmente como um clone de DayZ, um mod popular para ARMA 2, com elementos de crafting semelhantes aos de Minecraft. O objetivo de Rust é sobreviver numa ilha desértica, usando materiais recolhidos ou roubados. Os jogadores devem gerenciar com sucesso sua fome, sede e saúde ou correr o risco de morte. Apesar da ameaça iminente de ursos e lobos, a principal ameaça são os outros jogadores, devido ao fato do jogo ser multiplayer. O combate é realizado através de armas de fogo e armas primitivas, como arcos. Além disso, veículos controlados por personagens não-jogáveis (NPCs) ocasionalmente vagam, atacando jogadores fortemente armados. Estes podem ser derrotados com persistência. Rust apresenta elementos de construção, embora inicialmente limitada até a descoberta de itens específicos no mundo aberto do jogo. Para se manter protegido, os jogadores devem construir bases ou se juntar a clãs para melhorar suas chances de sobrevivência. Um ataque a bases de outros jogadores inimigos é um aspecto importante em Rust e é realizada com mais frequência por grandes clãs.
Rust foi lançado pela primeira vez em dezembro de 2013 para o programa Steam Early Access; esse estado de acesso antecipado agora é conhecido como Rust Legacy. Mais adiante em seu desenvolvimento, a jogabilidade foi alterada significativamente. A vida selvagem perigosa substituiu os zumbis como a principal ameaça ambiental e várias revisões fundamentais do sistema de criação foram lançadas. Em 2014, o jogo foi transportado para o motor gráfico Unity 5, fornecendo mudanças gráficas significativas. Nessa época, Rust havia introduzido cores de skins predeterminadas e o sexo do personagem vinculados aos detalhes da conta dos jogadores na Steam. Apesar de totalmente lançado, o jogo continua recebendo atualizações.
Ao longo da versão alfa de Rust, ele recebeu críticas mistas do público e da crítica, com muitas comparações feitas com outros jogos de sobrevivência. Rust foi comumente comparado como sendo uma mistura de DayZ e Minecraft. Durante esse período, os revisores frequentemente observavam a natureza inacabada do jogo. Durante sua fase de pré-lançamento, os críticos elogiaram o conceito e a jogabilidade e, em março de 2017, Rust havia vendido mais de cinco milhões de cópias. Depois de deixar de ser um título de acesso antecipado, ele continuou recebendo críticas mistas dos críticos. Os aspectos de combate e sobrevivência PvP foram destacados por aqueles que gostaram do jogo, embora os críticos tenham criticado a necessidade constante de grinding, juntamente com a dura experiência para iniciantes.

## Jogabilidade
Se tratando de um jogo eletrônico somente multiplayer, Rust coloca os jogadores um contra o outro em um ambiente hostil e de mundo aberto, com o único objetivo de sobrevivência. Animais, como lobos e ursos, agem como uma ameaça iminente, mas o principal perigo vem de outros jogadores. A maioria dos mapas são gerados proceduralmente, com exceção da Ilha Hapis, um mapa pré-construído. O combate jogador contra jogador (PvP) é realizado com arcos, armas brancas e armas fabricáveis. Balas e outros projéteis viajam em uma trajetória balística, ao invés de serem diretamente atingidos. Existem vários tipos diferentes de balas para cada arma, incluindo alta velocidade e explosivos, permitindo assim uma estratégia mais diversificada. O rastreamento de acertos calcula o dano; tiros na cabeça são mais prejudiciais do que tiros em outras partes do corpo. O uso de acessórios para armas, como holosights, fornece uma vantagem sobre os oponentes. Para sobreviver, o jogador deve criar ferramentas, construir bases e se unir a outros jogadores.
Ao começar, um jogador só tem uma pedra e uma tocha. A pedra pode cortar árvores e quebrar rochas. Roupas e comidas podem ser recolhidos matando animais; a mineração fornece pedra, minério de metal e minério de enxofre; e derrubar árvores fornece madeira. Para sobreviver no mundo, o jogador deve reunir recursos e usá-los para criar ferramentas, armas e outros equipamentos. Para criar itens, o jogador deve ter uma quantidade suficiente de todos os materiais necessários, com itens avançados que precisam de componentes mais obscuros espalhados pelo mapa. Existem limitações impostas à quantidade de itens fabricáveis, com projetos que permitem a criação de itens mais avançados. Um elemento importante em Rust é o abastecimento aéreo. Trata-se de paletes de suprimentos equipados com paraquedas, entregues por um avião de apoio. Eles podem ser vistos em distâncias extremamente longas, às vezes resultando em jogadores correndo em direção ao abastecimento aéreo. Também existem outras entidades que lançam pilhagem avançada, incluindo um helicóptero de ataque e o CH-47 Chinook. Ambos viajam aleatoriamente pelo mapa e tentam matar jogadores. Além disso, o Chinook viaja para um monumento escolhido aleatoriamente encontrado no mundo do jogo e solta uma caixa de suprimentos trancada que abre após um período de tempo, convidando interações PvP. Existem veículos operáveis por jogadores em Rust. Os barcos são usados para percorrer longas distâncias através da água e alcançar itens valiosos. Alguns veículos aéreos, como balões de ar quente, também podem ser usados para explorar o mapa rapidamente. Esses veículos controlados por jogadores, ao contrário das entidades ofensivas da IA, podem ser destruídos por mísseis superfície-ar que os jogadores podem posicionar fora das bases.
O jogador deve permanecer bem alimentado ou morrerá de fome. Existem outros desafios que o jogador deve superar durante o jogo, como afogamentos, hipotermia e ataques à vida selvagem - principalmente ursos e lobos.  Locais específicos ao redor do mapa são radioativos. Existem quatro níveis de radiação: menor, baixo, médio e alto. A armadura ou a roupa correta deve ser usada para entrar nessas áreas; não fazer isso pode resultar em morte. Após a morte, uma tela com a opção de reaparecer em um local aleatório ou em um saco de dormir colocado antes aparece. O reaparecimento redefine o inventário do jogador com a pedra e a tocha. O principal conceito de Rust é formar um clã. Os clãs geralmente criam moradias para seus membros, dão itens e suprimentos uns aos outros e participam de ataques e saques organizados . As zonas seguras, chamadas de Compounds, oferecem aos jogadores um lugar para trocar recursos, negligenciados por torres automáticas de alto dano automatizadas que disparam contra qualquer pessoa que sacar uma arma, desencorajando a traição. Além disso, esses jogadores traiçoeiros serão marcados como hostis por um período de tempo predeterminado.

## Recepção

### Em acesso antecipado
Rust recebeu críticas mistas após o lançamento de sua versão alfa, com muitos revisores denotando a natureza inacabada do jogo e a sua falta de polimento. Andy Chalk, da PC Gamer, disse que Rust era um ótimo uso do acesso antecipado e, embora os desenvolvedores "estejam longe de terminá-lo", ele está "pronto para ser jogado". Shaun McInnis, da GameSpot, disse que a versão inicial de 2014 era "áspera" e "cheia de bugs", mas "divertida" e que "tinha potencial". Matthew Cox, da Rock, Paper, Shotgun, disse que foi inteligente da parte dos desenvolvedores mudarem para o motor gráfico Unity no final de 2014 devido à instabilidade do jogo. Na revisão de Cox, ele observou muitas falhas na versão final de 2014, incluindo animais que não respondiam, problemas de framerate e servidores instáveis. Mitch Dyer, da IGN, não gostou do combate, chamando Rust de um jogo "semi-quebrado" onde ele se sentia "incapaz de recomendar".
Outros jogos como The Forest, Just Survive, ARK: Survival Evolved e 7 Days to Die foram comparados a Rust por conta de seus aspectos de sobrevivência em mundo aberto, além de terem uma mecânica de criação semelhante ao de Rust. Luke Plunkett, da Kotaku, observou as semelhanças, dizendo que parecia que alguém havia pensado em um jogo pelo qual DayZ e Minecraft poderiam ser jogados simultaneamente. Dyer, da IGN, ao criticar Rust devido aos seus bugs, chamou partes da experiência de "totalmente inesquecíveis" e muitas vezes "imprevisíveis".
A incapacidade de escolher e projetar o personagem foi elogiada e criticada. O canal no Youtube Extra Credits, elogiou Rust por promover a diversidade ao selecionar aleatoriamente a cor de um jogador no jogo. Interligar a cor e o sexo do personagem ao ID da Steam forçou os jogadores a experimentar o jogo de uma maneira diferente da que normalmente poderiam experimentá-lo, talvez promovendo empatia por alguém de uma etnia diferente. David Craddock, da Shacknews, criticou a falta de comunicação entre a Facepunch e a comunidade quando eles adicionaram modelos femininos. Em resposta a essas críticas, Garry Newman comentou que sentiu um certo receio em adicionar a característica racial, temendo que ela pudesse ser vista como o modelo de personagem original "enegrecido". Ele enfatizou que a etnia escolhida era permanente - "assim como na vida real, você é quem você é." Newman discutiu o raciocínio por trás de não fornecer a opção de escolher o gênero e a raça de seus personagens em um artigo no The Guardian, dizendo que Rust é sobre sobrevivência, não sobre caracterização e identidade. "Queríamos que a aparência dos jogadores fosse consistente ao longo do tempo. Eles deveriam ser reconhecidos de maneira consistente e a longo prazo." As vendas aumentaram 74% logo após a adição de modelos femininos.

### Vendas
Nas primeiras duas semanas da versão alfa de Rust, o jogo vendeu mais de 150.000 cópias, em comparação com as 34.000 cópias de Garry's Mod vendidos na primeira semana. As vendas de Rust atingiram um milhão de cópias depois de ser um título de acesso antecipado por apenas dois meses, e durante fevereiro de 2014, o jogo ultrapassou Garry's Mod em termos de vendas, perfazendo mais de US$ 30 milhões. Até o final de 2015, três milhões de cópias haviam sido vendidas. Em março de 2017, o jogo havia vendido mais de 5,2 milhões de unidades, com mais de 1,2 milhão de skins vendidas.

### Lançamento completo
Após o seu lançamento completo, Rust recebeu críticas "mistas ou medianas" de acordo com o agregador de resenhas Metacritic. Os críticos elogiaram os aspectos de combate, dificuldade e sobrevivência de PvP, enquanto a moagem e a experiência elevada de novos jogadores sofreram críticas.
Muitos críticos notaram que, embora começar de novo fosse frustrante, o combate era gratificante. Por exemplo, Luke Winkie, da PC Gamer, resumiu o jogo dizendo: "Acorde nu, corra pela sua vida, faça coisas horríveis entre si. Não há narrativa, mito ou condição de vitória". Ele descreveu a experiência como iniciante de "bastante espinhosa", mas continuou a elogiar o combate, brincando dizendo que "conectar [um] machado com a cabeça de um idiota é ótimo". Gloria Manderfeld, escritora da revista alemã GameStar, ecoou essas opiniões, acrescentando que havia pouco jogo final além do PvP. No entanto, ela opinou que o PvP em si era "eficaz". Ray Porreca, da Destructoid, descreveu o combate como a "carne" do jogo. No entanto, ele escreveu que a experiência variaria dependendo do desejo de lutar. "Se você pode olhar para além de uma comunidade que tende a ser tóxica, as vastas planícies e marcos tombados de Rust são um excelente cenário para contar histórias dirigidas por jogadores e momentos dramáticos". Em uma análise negativa, Alessandro Barbosa, da GameSpot, disse que toda a experiência foi insatisfatória. Ele descreveu o jogo como "faltando certos recursos criativos", como a capacidade de redesenhar facilmente as bases.
O desdém em relação à experiência como um novo jogador foi observado em conjunto com a necessidade de grinding e com o quão isso se tornou repetitivo. Na crítica da IGN, o jogo foi descrito como "esperando o jogador a gastar todo o seu tempo de jogo, temendo que, caso contrário, resultará em sendo invadido e necessitando começar novamente." Javy Gwaltney, da Game Informer, reiterou isso, explicando que foi desmotivador quando eles morreram apenas porque entraram em contato com alguém mais experiente. Concordando com a descrição de Manderfeld, em uma revisão atualizada, Cox disse que sua paciência se esgotou depois de um tempo. Ele disse que, embora manter as barras de saúde pode ter sido uma vez agradável, ele recusou tal possibilidade em 2018.
No entanto, alguns críticos elogiaram a dificuldade do jogo mencionando a satisfação que sentiram após conseguir sobreviver com sucesso. Porreca recomendou o jogo para aqueles que desejam dedicar tempo, dizendo que o jogo oferece "um sandbox social e um sistema de crafting profundo e funcional". Winkie manifestou interesse na necessidade de gerenciar a fome, a sede e a saúde enquanto aprendia mais e descobria itens melhores. Ele também expressou um sentimento de apreço pelos dedicados ao jogo, mencionando os vídeos do YouTube de grandes ataques de múltiplos clãs. Ele concluiu sua revisão dizendo que todos deveriam experimentar Rust devido à sua diferença em relação a outros jogos. Cox concordou em observar que a brutalidade do jogo apenas aumentou a gratificação que um jogador sentiu quando conseguiu ter sucesso.
A recepção para os gráficos foi mista. Os críticos elogiaram o ambiente, mas criticaram as animações e os modelos dos personagens. Barbosa descreveu as animações como "rígidas e não naturais" e os modelos "feios e sem graça". Além disso, a maneira como Rust usa o som foi elogiada por Gwaltney, que o explicou como "convincente" devido à maneira como os jogadores precisam ouvir os outros para sobreviverem.